# Gales en los Juegos de la Mancomunidad
Gales es uno de los seis países que han competido en todos los Juegos de la Mancomunidad desde 1930, siendo los otros Australia, Canadá, Inglaterra, Nueva Zelanda y Escocia. Los Juegos de la Mancomunidad son el único evento deportivo importante en el que Gales participa como entidad separada, aparte del Torneo de las Seis Naciones, Copa del Mundo de Rugby y las competiciones internacionales de fútbol, ya que en otros eventos, como los Juegos Olímpicos, compiten bajo la bandera de Reino Unido.
Commonwealth Games Wales (en galés: Gemau'r Gymanwlad Cymru) es la encargada de gestionar la entrada de equipos y atletas en su participación.
Gales ha sido sede de uno de los Juegos de la Mancomunidad hasta la fecha, los Juegos de la Mancomunidad de 1958 en Cardiff.

## Medallero
| Sede  | Medalla de oro | Medalla de plata | Medalla de bronce | Total          |
| ----- | -------------- | ---------------- | ----------------- | -------------- |
| 1930  | 0              | 2                | 1                 | 3              |
| 1934  | 0              | 3                | 3                 | 6              |
| 1938  | 2              | 1                | 0                 | 3              |
| 1950  | 0              | 1                | 0                 | 1              |
| 1954  | 1              | 1                | 2                 | 7              |
| 1958  | 1              | 3                | 7                 | 11             |
| 1962  | 0              | 2                | 4                 | 6              |
| 1966  | 3              | 2                | 2                 | 7              |
| 1970  | 2              | 6                | 4                 | 12             |
| 1974  | 1              | 5                | 4                 | 10             |
| 1978  | 2              | 1                | 5                 | 8              |
| 1982  | 4              | 4                | 1                 | 9              |
| 1986  | 6              | 5                | 12                | 23             |
| 1990  | 10             | 3                | 12                | 25             |
| 1994  | 5              | 8                | 6                 | 19             |
| 1998  | 3              | 4                | 8                 | 15             |
| 2002  | 6              | 13               | 12                | 31             |
| 2006  | 3              | 5                | 11                | 19             |
| 2010  | 3              | 6                | 10                | 19             |
| 2014  | 5              | 11               | 20                | 36             |
| 2018  | 10             | 12               | 14                | 36             |
| 2022  | Por determinar | Por determinar   | Por determinar    | Por determinar |
| Total | 67             | 98               | 141               | 306            |

## Bandera e himno
El equipo de Gales usa la bandera nacional de Gales, Y Ddraig Goch, en los Juegos de la Mancomunidad. Esta bandera es común para todos los equipos deportivos que representan a Gales como una entidad distinta del Reino Unido.
El himno nacional galés Hen Wlad Fy Nhadau ("Tierra de mis padres") se utiliza como himno de la victoria de Gales en los Juegos de la Mancomunidad.